# Alexandre Bardenet
Alexandre Bardenet, född 26 maj 1990 i Saint-Saulve, är en fransk fäktare som tävlar i värja.

## Karriär
I juli 2019 vid VM i Budapest var Bardenet en del av Frankrikes lag tillsammans med Yannick Borel, Ronan Gustin och Daniel Jérent som tog guld i lagtävlingen i värja. I juli 2021 vid OS i Tokyo blev Bardenet utslagen i åttondelsfinalen i värja av italienska Andrea Santarelli samt var en del av Frankrikes lag som slutade på femte plats i lagtävlingen i värja.
I juni 2022 vid EM i Antalya var Bardenet en del av Frankrikes lag tillsammans med Yannick Borel, Romain Cannone och Alex Fava som tog brons i lagtävlingen i värja. Följande månad vid VM i Kairo tog Bardenet även guld i lagtävlingen i värja.